# Tiec Trang Mau
Tiec Trang Mau (vietnamsky Tiệc trăng máu), v mezinárodní distribuci též Blood Moon Party je vietnamský hraný film z roku 2020, který režíroval Quang Dung Nguyen podle italského filmu Naprostí cizinci z roku 2016. Snímek měl premiéru dne 23. října 2020.

## Děj
Příběh se odehrává během jednoho večera, kdy se sedm přátel – tři páry a jeden rozvedený muž – schází na večeři. Během konverzace u stolu hostitelka večera nabídne, aby si zahráli hru: všichni položí své mobilní telefony na stůl a veškeré příchozí zprávy a hovory budou sdílet s ostatními. Tato na první pohled nevinná a vtipná hra se však brzy promění v sérii odhalení, která ohrozí jejich dosavadní vztahy a přátelství. 

## Obsazení
| Thai Hoa       | Phan Bat Binh |
| Duc Thinh      | Manh          |
| Hong-Anh       | Nguyet Anh    |
| Vi Van Hua     | Quang         |
| Trang Thu      | Thu Quynh     |
| Kieu Minh Tuan | Linh          |
| Kaity Nguyen   | Kathy         |
| Viet Linh      | Anh Duong     |
| Nsut Le Thien  | Binhova matka |
| David Pham     | Thanh Van     |
| Han Nguyen     | Chau Chau     |